# Todea superba
Todea superba là một loài dương xỉ trong họ Osmundaceae. Loài này được Colenso mô tả khoa học đầu tiên năm 1844.
Danh pháp khoa học của loài này chưa được làm sáng tỏ. 